# Львов, Андре
Андре́ Мише́ль Львов (фр. André Michel Lwoff, 8 мая 1902, Эне-ле-Шато — 30 сентября 1994, Париж) — французский микробиолог, лауреат Нобелевской премии по физиологии и медицине 1965 года (совместно с Франсуа Жакобом и Жаком Моно) «за открытия, касающиеся генетического контроля синтеза ферментов и вирусов».

## Биография
Андре Львов родился 8 мая 1902 года в деревне Энэ-лё-Шато (департамент Алье, Франция) в интеллигентной еврейской семье, эмигрировавшей из России. Его дед и бабушка по материнской линии — детский врач Яков Миронович Симонович и педагог Аделаида Семёновна Симонович (урождённая Бергман) — стояли у истоков дошкольного образования в России.
Отец — Соломон Кеселевич Львов (1858, Кременчуг — 1939) — был народовольцем, а впоследствии психиатром, главным врачом психиатрической больницы под Парижем; за участие в студенческом революционном движении в Киеве был вместе с братьями Наумом (1856—1889) и Ароном Львовыми сослан в Олонецкую губернию, и после побега в 1887 году эмигрировал во Францию. В 1910—1911 годах он вместе с Полем Серьё (Paul Sérieux) возглавлял государственную экспедицию по изучению психических заболеваний и психиатрической помощи в магрибском регионе (Алжир и Марокко), завершившуюся рядом важных публикаций по психиатрической эпидемиологии, имеющих значение для истории медицины по сей день. По поручению Министерства внутренних дел Франции занимался также изучением организации медицинской помощи душевнобольным в сельской местности в долине Сены, что нашло отражение в коллективных монографиях «Rapport sur le service des aliénés du département de la Seine pour l’année 1911» и «Rapport Sur Le Service Des Aliénés Du Département De La Seine Pendant L’année 1914 et 1915». Именно отец заинтересовал юного Львова медициной, уже подростком приводя его с собою на утренние обходы больных.
Мать — Мария Яковлевна Львова (урожд. Симонович, 1864—1955) — скульптор, дочь Якова Мироновича Симоновича и Аделаиды Семёновны Симонович, двоюродная сестра художника Валентина Серова, изображённая им на известной картине «Девушка, освещённая солнцем» (переданной ею из Франции в дар Третьяковской галерее в 1940 году) и на более позднем портрете, который Андре Львов после смерти матери передал в дар музею Орсэ. Училась скульптуре и живописи в Париже, где познакомилась с будущим мужем. Оставила мемуары (1949) о своей сестре Надежде Яковлевне Симонович (в замужестве Дервиз, 1866—1907) и её муже художнике В. Д. Дервизе (1853—1937). Была возлюбленной художника Михаила Врубеля.

## Научная карьера
В возрасте 19 лет принят на работу в Институт Пастера, где был ассистентом у всемирно известного французского микробиолога Эдуара Шаттона, с которым впоследствии работал вместе в течение 17 лет. Первые исследования Львова были в области паразитических инфузорий, цикла их развития и морфогенеза. Позднее работал над проблемами, связанными с питанием простейших одноклеточных организмов. В 1962 году предложил классификацию вирусов. Ввёл понятие провируса; работы по механизму заражения провирусами бактерий были удостоены Нобелевской премии.
В 1932—1933 годах по гранту Рокфеллеровского фонда работал в Гейдельберге, в лаборатории Отто Мейергофа в Институте медицинских исследований Общества Макса Планка. В 1936 году по другому гранту того же фонда работал в Кембридже, в лаборатории Дэвида Кейлина. В 1938 году Львов становится деканом факультета в Институте Пастера, а в 1959-м профессором микробиологии на Факультете наук в Париже.
Андре Львов имел почётные степени ряда университетов: Чикагского (D. Sc., 1959), Оксфордского (D. Sc., 1959), Глазго (Doctor of Laws, 1963) и Лувени (M. D., 1966).
В 1929 году получил медицинскую степень в Парижском университете, в 1932-м — степень доктора философии.
В серии совместных работ со своим двоюродным племянником и аспирантом Луисом Симиновичем и Нильсом Кьелгаардом по воздействию ультрафиолетового излучения на лизогенные бактерии (1952) впервые продемонстрировал его индуктивное воздействие на выделение бактериофага и роль последнего в гибели клетки. Это открытие привело к использованию явления лизогении (впервые описанного А. Львовым и Антуанет Гутман в 1950 году) в молекулярном анализе и цитировалось нобелевским комитетом при присуждении премии Андре Львову.

### Личная жизнь
В 1925 году Андре Львов женился на Маргерит Бурдалё (Marguerite Lwoff, 1905—1979), с которой познакомился в Пастеровском институте и в дальнейшем проводил совместные исследования.